# ولک لسینی
ولک لسینی (به چکی: Velké Losiny) یک منطقهٔ مسکونی در جمهوری چک است که در Šumperk District واقع شده‌است.

## خصوصیات
ولک لسینی ۴۶٫۵ کیلومترمربع مساحت و ۲٬۸۳۲ نفر جمعیت دارد و ۴۰۶ متر بالاتر از سطح دریا واقع شده‌است.